# Jenő Kismarty-Lechner (1908–1992)
Jenő Kismarty-Lechner, född 18 augusti 1908 i Budapest, död 11 juli 1992 i Stockholm, var en ungersk-svensk arkitekt.
Kismarty-Lechner, som var son till arkitekt Jenő Kismarty-Lechner och Marianna Unger, avlade studentexamen 1926 och arkitektexamen i Budapest 1932. Han blev arkitekt hos professor I. Kismarty-Lechner 1932, startade egen arkitektverksamhet i Ungern 1936, blev arkitekt på försvarsdepartementets byggnadsavdelning i Budapest 1942, i statliga återuppbyggnadsorganisationen 1945 och startade åter egen arkitektverksamhet i Ungern 1947. Han var bostadsexpert i kommittén för omarbetning av Ungerns byggnadsstadga och innehade utredningsuppdrag för uppläggning av bostadspolitiken och grundlinjerna till bostadsbyggandet under efterkrigsåren i Ungern. 
Efter att ha flyttat till Sverige anställdes han hos arkitekterna Axel Grönwall och Ernst Hirsch i Stockholm 1949, hos Backström & Reinius Arkitekter AB i Stockholm 1953 och blev avdelningsarkitekt på HSB:s arkitektkontor 1956. Han författade Principer för gott bostadsbyggande: Flerfamiljshus (1947) och Enfamiljshus (1948).